# TO1
I TO1 (티오원?; precedentemente conosciuti come TOO) sono un gruppo musicale sudcoreano formatosi nel 2020 tramite lo show di competizione di Mnet To Be World Klass. Il gruppo ha debuttato il 1º aprile 2020 con il suo primo EP Reason For Being: Benevolence, contenente il brano apripista "Magnolia".
All'origine un gruppo di 10 membri, Chihoon ha lasciato il gruppo ad aprile 2022, e Woonggi, Minsu e Jerome a giugno 2022. Il 17 giugno 2022 tre nuovi membri, ossia Renta, Daigo e Yeojeong, sono stati aggiunti ai rimanenti 6.

## Storia

### 2019: Formazione conTo Be World Klass
Il 25 giugno 2019 la Stone Music Entertainment e la n.CH Entertainment annunciano che hanno in progetto il lancio di un nuovo gruppo maschile chiamato TOO attraverso uno show di competizione trasmesso da Mnet intitolato To Be World Klass. Il nome del gruppo sta per "Ten Oriented Orchestra".
Il 6 dicembre 2019, la classifica finale con i 10 vincitori è stata annunciata nell'episodio finale del programma. Due giorni più tardi, la n.CH ha annunciato che Han Jun, classificatosi terzo, non avrebbe fatto parte della formazione finale a causa di un congedo non autorizzato e di un grave scandalo accaduto mentre era un tirocinante. È stato sostituito da Jaeyun, che si era classificato 11º e che aveva il maggior numero di voti nello show subito dopo i vincitori. Dunque dal decimo al primo posto, i vincitori sono risultati essere: Jaeyun, Jisu, Jerome, Chihoon, Minsu, Donggeon, Kyungho, Woonggi, Chan e J.You.

### 2020: Debutto con "Magnolia" eRoad to Kingdom
Il 20 febbraio 2020 i TOO hanno annunciato che il loro debutto sarebbe avvenuto il 18 marzo. Il 9 marzo, la Stone Music e la n.CH hanno annunciato che il debutto del gruppo sarebbe stato posticipato al 1º aprile dopo una riprogrammazione delle attività. Il loro EP di debutto, Reason for Being: Benevolence, ha avuto come traccia principale il brano "Magnolia".
Il 20 marzo la Mnet ha confermato che i TOO avrebbero partecipato al programma Road to Kingdom. Sfortunatamente, il gruppo è stato eliminato nel settimo episodio, classificandosi al 6º posto.
L'11 aprile il gruppo ha annunciato il nome del loro fanclub, i TOOgether.
Il 12 giugno i TOO hanno annunciato che avrebbero fatto il loro primo ritorno come gruppo a luglio. Il 15 luglio è stato pubblicato il loro secondo EP Running TOOgether, con "Count 1, 2" come brano apripista.

### 2021: Cambio di agenzia, nuovo nome e hiatus di Woonggi
Il 13 gennaio 2021, a distanza di sette mesi dal debutto, è stato annunciato che la CJ ENM ha terminato i contratti del gruppo con n.CH Entertainment, ed ha ordinato all'agenzia di concludere il supporto alla gestione del gruppo. A causa di ciò, la pubblicazione del terzo EP del gruppo è stata posticipata. Il giorno seguente, la n.CH Entertainment ha pubblicato un annuncio, in cui ha rivelato in modo dettagliato che il contratto di gestione del gruppo è stato ricevuto dopo mesi dal debutto, che alcun contratto esclusivo è stato firmato coi membri del gruppo, che sono stati fatti dei cambiamenti non previsti ai termini contrattuali, e che l'agenzia non è stata pagata per le sue spese da agosto 2020. Il 19 gennaio la CJ ENM ha confermato che i contratti del gruppo con la n.CH Entertainment sono stati rescissi dopo non aver raggiunto un comune accordo. La CJ ENM si sarebbe occupata della gestione del gruppo.
Il 28 marzo, nella loro performance ai KCON:TACT 3, è stato annunciato che i TOO avrebbero cambiato il loro nome a TO1.
Il 25 aprile il gruppo ha annunciato che il suo primo EP con il nuovo nome del gruppo sarebbe stato pubblicato a maggio. Il 18 maggio è stato rivelato che i TO1 sarebbero stati gestiti dalla nuova etichetta discografica della CJ ENM, la Wake One Entertainment. Il 20 maggio è stato pubblicato l'EP Re:born, con il brano principale "Son of Beast".
Il 4 novembre 2021 i TO1 hanno pubblicato il loro secondo EP, Re:alize, con la traccia "No More X".
Il 28 dicembre la Wakeone ha annunciato che Woonggi avrebbe preso una pausa dal gruppo a causa di un disturbo d'ansia, e che pertanto i TO1 avrebbero temporaneamente continuato con i nove membri rimanenti.

### 2022-presente: Cambi di formazione eWhy Not??
Il 30 aprile 2022 è stato annunciato sul fancafé ufficiale che Chihoon avrebbe lasciato il gruppo. Il 17 giugno la Wakeone ha comunicato che i TO1 avrebbero pubblicato nuova musica a luglio, e che anche Woonggi, Minsu e Jerome non saranno più parte del gruppo. Inoltre, tre nuovi membri sono stati aggiunti: Renta, Daigo e Yeojeong. I primi due sono ex concorrenti della seconda stagione di Produce 101 Japan, rispettivamente il 13º e il 16º classificato.
Il 28 luglio i TO1 pubblicano il loro quarto EP Why Not??, con "Drummin" come title track, seguito poi dal quinto, UP2U, pubblicato il 23 novembre.

## Formazione
- Jaeyun (재윤) (2020-presente) – Leader, voce
- Donggeon (동건) (2020-presente) – voce
- Chan (찬) (2020-presente) – rap
- Jisu (지수) (2020-presente) – voce
- J.You (제이유) (2020-presente) – rap
- Kyungho (경호) (2020-presente) – voce
- Daigo (다이고) (2022-presente)
- Renta (렌타) (2022-presente)
- Yeojeong (여정) (2022-presente)

Ex membri
- Chihoon (치훈) (2020-2022) – rap, voce
- Woonggi (웅기) (2020-2022) – voce
- Minsu (민수) (2020-2022) – voce
- Jerome (제롬) (2020-2022) – voce

Timeline

## Discografia

### EP
- 2020 – Reason for Being: Benevolence (sotto il nome di TOO)
- 2020 – Running TOOgether (sotto il nome di TOO)
- 2021 – Re:born
- 2021 – Re:alize
- 2022 – Why Not??
- 2022 – UP2U

### Singoli
- 2020 – Magnolia (sotto il nome di TOO)
- 2020 – Count 1, 2 (sotto il nome di TOO)
- 2021 – Son of Beast
- 2021 – No More X
- 2022 – Drummin
- 2022 – Freeze Tag

## Videografia
- 2020 – Magnolia
- 2020 – Count 1, 2
- 2021 – Son of Beast
- 2021 – No More X
- 2022 – Drummin
- 2022 – Freeze Tag

## Filmografia
- To Be World Klass (Mnet, 2019)
- Road to Kingdom (Mnet, 2020)
- TOO Mystery (Mnet, 2020)
- Welcome 2 HOUSE (Mnet, 2021)
- TO.1DAY (Mnet, 2021)

## Riconoscimenti
Soribada Best K-Music Awards
- Rookie Award (2020)[16]